# Poch'ŏn-gun
Poch'ŏn-gun (koreanska: 보천군) är en kommun i Nordkorea.   Den ligger i provinsen Yanggang-do, i den nordöstra delen av landet, 400 km nordost om huvudstaden Pyongyang.